# الكنيسة القبطية الارثوذكسية في المملكة المتحدة
الكنيسة القبطية الأرثوذكسية لديها العديد من الكنائس في بريطانيا العظمى وايرلندا حيث بها ثلاثة أبرشيات.
أقيم أول قداس في الجزر البريطانية في لندن في 10 أغسطس 1954، برئاسة المندوبين الذين حضروا الاجتماع العام لمجلس الكنائس العالمي. بدأ تأسيس الكنيسة بأقامة قداس في لندن في فبراير 1969، صلى به الأسقف شنودة أسقف التعليم (لاحقًا البابا شنودة الثالث، البابا رقم 117 للكنيسة).  بدأت الصلوات والخدمات المنتظمة عام 1971 عندما احتفل بالقداس الإلهي أول كاهن قبطي مقيم، الأب أنطونيوس السرياني (لاحقًا الانبا باخوميوس مطران البحيرة)، في كنيسة القديس أندرو، هولبورن، لندن. 
في عام 1976، اشترى مجلس الكنيسة مبنى في كنسينغتون، لتأسيس كنيسة مارمرقس القبطية الأرثوذكسية. خدم في هذه الكنيسة ثلاثة كهنة رهبان أصبحوا فيما بعد أعضاء في المجمع المقدس. كرّس البابا شنودة الثالث كنيسة القديس مرقس القبطية الأرثوذكسية في كنسينغتون بلندن عام 1979.
بحلول عام 1981، تم شراء أو تأجير أماكن أخرى في جميع أنحاء بريطانيا وأيرلندا، وبها خدمات منتظمة يقوم بها الكهنة الزائرون، ومن هؤلاء الأب بيشوي بشرى والأب أنطونيوس ثابت. في أبريل 1985، كرس كنيسة القديسة مريم القبطية الأرثوذكسية في برمنغهام من قبل أول أسقف مقيم أرسل إلى بريطانيا، الأسقف ميصائيل، مما يجعلها ثاني كنيسة يتم إنشاؤها في إنجلترا والأولى خارج لندن.
بعد إنشاء مركز القديسة مريم ومارمرقس في برمنغهام، كرس الأسقف ميصائيل يوم 26 مايو 1991 بيد البابا شنودة الثالث باعتباره أول أسقف لأول أبرشية القبطية الأرثوذكسية في الجزر البريطانية، أبرشية برمنغهام، التي أصبحت أبرشية ميدلاندز. 
في عام 1995، كرس الأسقف أنتوني وتشكيل أبرشية أيرلندا واسكتلندا وشمال شرق إنجلترا والمناطق التابعة لها.
كرس الأب أنجيلوس الأنبا بيشوي (الآن الانبا أنجيلوس) في مركز وكنيسة رئيس الملائكة ميخائيل والقديس أنطونيوس القبطي في ستيفيناج عام 1999 ليكون أسقفًا عامًا ومفوضا بطريركيًا لخدمة الشباب في المركز البطريركي والكلية اللاهوتية القبطية الأرثوذكسية.
استمرت الكنيسة القبطية الأرثوذكسية والعائلات القبطية في النمو والتوسع في أجزاء مختلفة من بريطانيا وأيرلندا.
خلفية تاريخية
من المعروف في التاريخ الكنسي لكنيسة الإسكندرية أن الكنيسة كانت قد أرسلت مبشرين في القرن الثالث أو الرابع إلى أراضي سلتيك، وخاصة الرهبان.[بحاجة لمصدر]
من المعروف أيضًا في التقليد السلتي، خاصة في أيرلندا، أن تأسيس النظام الرهباني بين السلتيين كان إما قائمًا جزئيًا أو مستوحى من النظام الرهباني المصري، وهناك العديد من آثار لاهوت الإسكندري المضمنة في اللاهوت السلتي. 

## أبرشية الأقباط الأرثوذكس في أيرلندا واسكتلندا وشمال شرق إنجلترا والمناطق التابعة لها

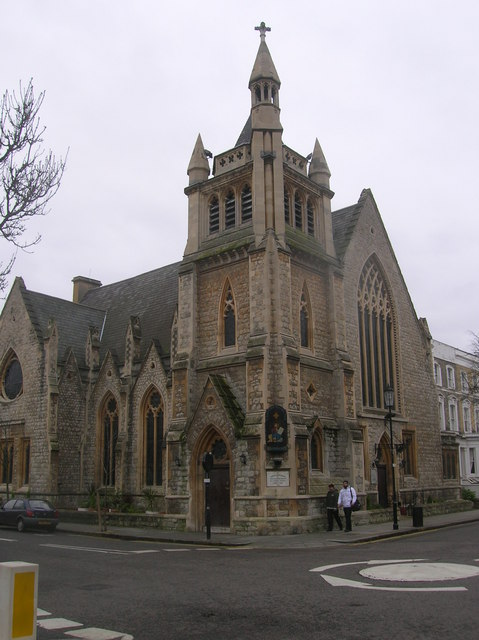
كنيسة مارمرقس القبطية في كنسينغتون بلندن (أفتتحت عام 1979) هي في الاصل كنيسة القديس يوحنا المشيخية التي أفتتحت عام 1863.

الأسقف أنتوني، أسقف أبرشية أيرلندا واسكتلندا وشمال شرق إنجلترا. تأسست الأبرشية عام 1995.

### الكنائس
قائمة كنائس أبرشية أيرلندا واسكتلندا وشمال شرق إنجلترا
أيرلندا
- كنيسة القديس ستيفن - بلفاست
- كنيسة مارمينا - تشير
- المركز الثقافى القبطى - تشير
- دير مارجرجس - دلفين

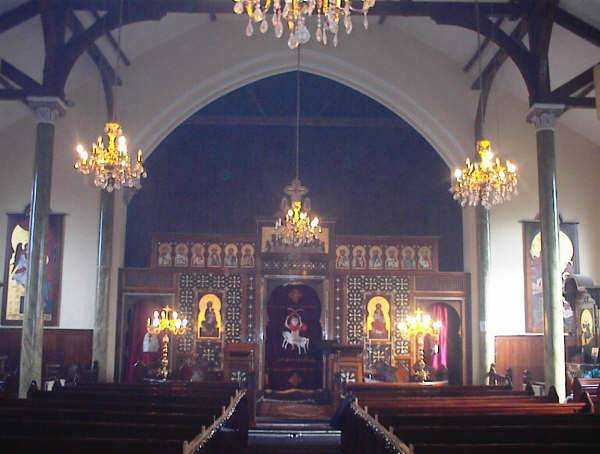
كنيسة القديسة مريم والقديس أبوسيفين، كارديف، ويلز

- كنيسة القديسة مريم والقديسة دميانة - دبلن [7]
- كنيسة القديس مكسيموس ودوماديوس - دبلن [8]
- كنيسة الرهبان السبعة الأقباط - غالواي
- دير القديس أثناسيوس - ووترفورد

اسكتلندا
- كنيسة مار مرقس- كيركالدي
- كنيسة القديسة مريم ورئيس الملائكة ميخائيل - غلاسكو

شمال شرق إنجلترا

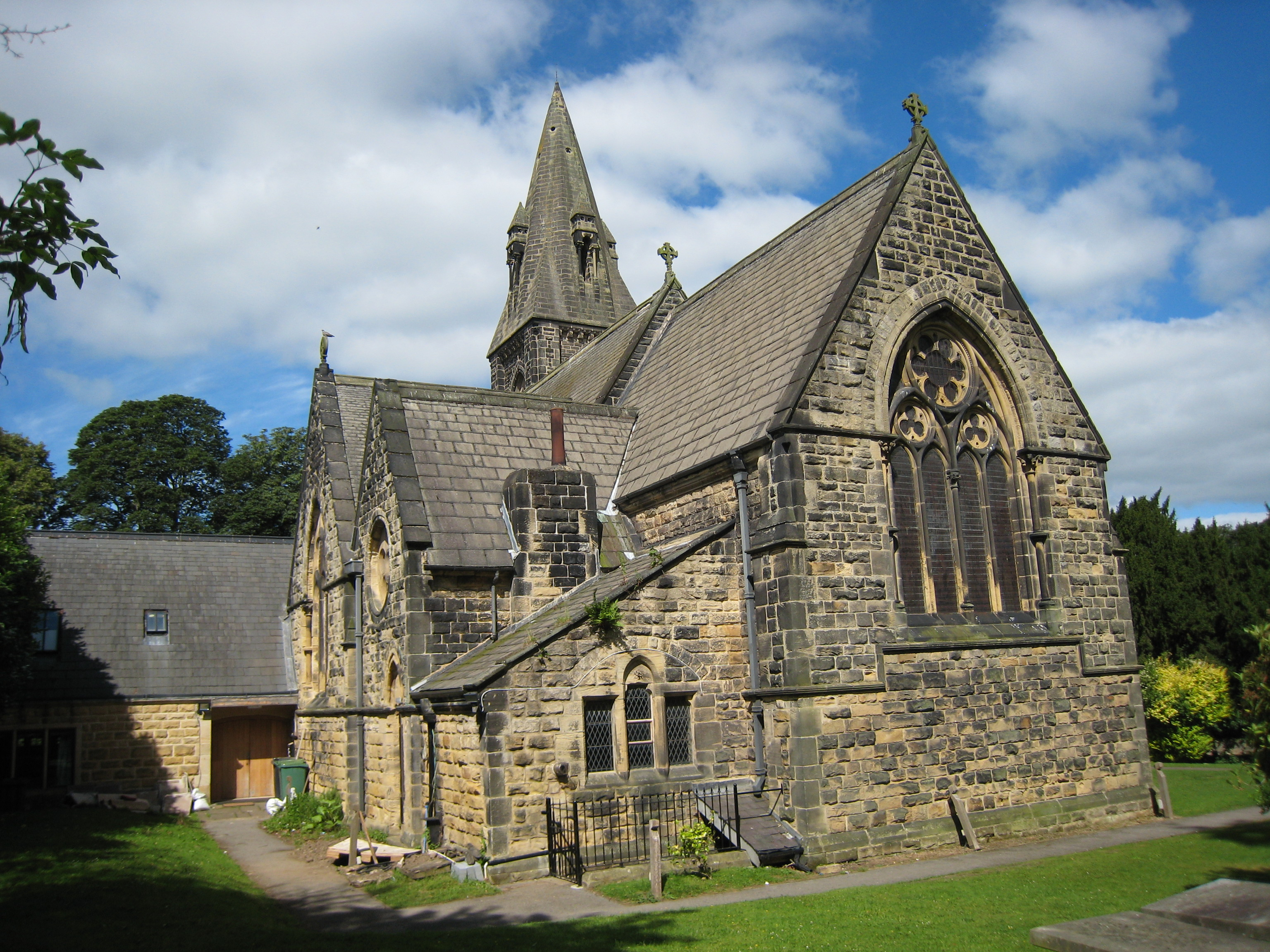
كنيسة القديسة مريم والقديس ابانوب - ليدز

- كنيسة مارجرجس والقديس أثناسيوس - نيوكاسل
- كنيسة القديسة مريم والقديس ابانوب - ليدز
- كنيسة القديس أنطونيوس - روثرهام
- دير القديس أثناسيوس - سكاربورو

المناطق التابعة

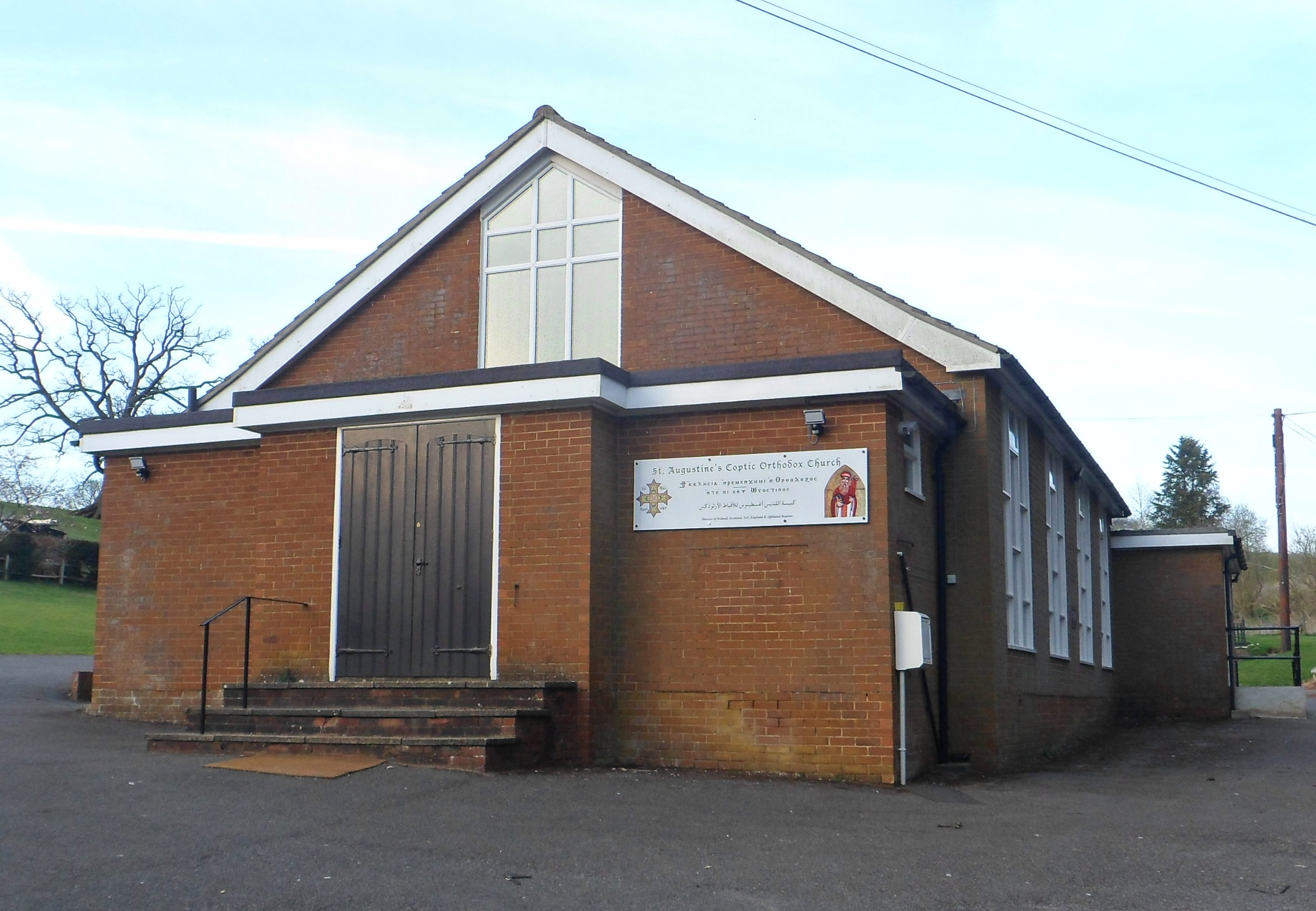
كنيسة القديس أغسطينوس - جيلفورد

- كنيسة القديس يوحنا الإنجيلي - بروملي
- كنيسة القديس ميخائيل والقديس بيشوي - مارجيت (كينت)
- كنيسة القديس أغسطينوس - جيلفورد
- كنيسة القديس أثناسيوس - نورويتش
- كنيسة القديس بطرس والقديس بولس - بورنماوث
- كنيسة القديسة مريم ومارجرجس - بليموث
- كنيسة القديسة مارينا - بريستول

### مجتمعات
- سانت جوزيف - هال
- شهداء الأقباط المعاصرون - يورك
- القديسة مريم والقديس سيشوي - إبسويتش
- القديسة مريم والقديسة تيودور - هاستنجز
- القديس ستيفن - بلفاست
- القديس فيلوباتير - كيلكيني
- القديس يوسف - ترالي
- القديس البابا كيرلس السادس - كورك

## أبرشية الأقباط الأرثوذكس في ميدلاندز
أنظر أيضا: أبرشية الأقباط الأرثوذكس في ميدلاندز

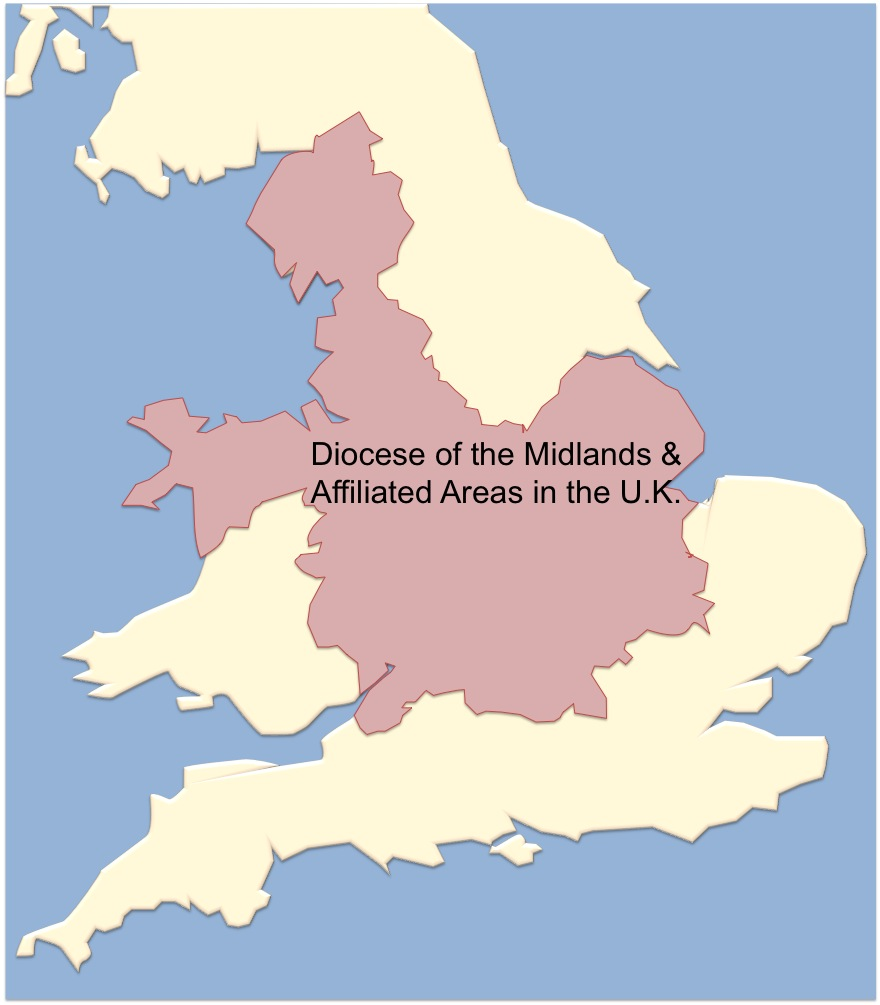
أبرشية الأقباط الأرثوذكس في ميدلاندز، المملكة المتحدة

الأسقف ميصائيل هو أسقف أبرشية ميدلاندز. تأسست الأبرشية عام 1991 من قبل البابا شنودة الثالث، مما يجعلها أقدم أبرشية في المملكة المتحدة للبطريركية القبطية الأرثوذكسية. يقع مقر الأبرشية حاليًا في المركز القبطي الأرثوذكسي في لابورث، وارويكشاير، حيث يقيم الأسقف ميصائيل. تشمل أراضيها شمال ويلز والمناطق الإنجليزية: ويست ميدلاندز، شرق ميدلاندز، الشمال الغربي وأجزاء من الجنوب الشرقي والجنوب الغربي والشرق من إنجلترا.

### الكنائس
قائمة كنائس أبرشية ميدلاندز
برمنغهام
- مركز القديسة ماري ومركز القديس مرقس القبطي الأرثوذكسي (يشمل كنيسة القديسة مريم وكنيسة القديس أبو سيفين)
- كاتدرائية القديسة مريم ورئيس الملائكة ميخائيل القبطية الأرثوذكسية (قيد الإنشاء)
- كنيسة القديسة مريم والقديس أنطونيوس القبطية الأرثوذكسية

بولتون
- كنيسة القديسة مريم والقديس فيلوباتير القبطية الأرثوذكسية

ليفربول
- كنيسة القديسة مريم والقديس كيرلس القبطية الأرثوذكسية

مانشستر
- كنيسة القديسة مريم ومارمينا القبطية الأرثوذكسية

نوتنغهام
- كنيسة القديسة مريم ومارجرجس القبطية الأرثوذكسية

شمال ويلز (لاندودنو)
- كنيسة القديسة مريم والقديس أباسخيرون القبطية الأرثوذكسية [11]

### مجتمعات
- وسط برمنغهام
- دربي
- ليستر
- نورثامبتون
- أكسفورد
- ستوك أون ترينت

## أبرشية الأقباط الأرثوذكس بلندن

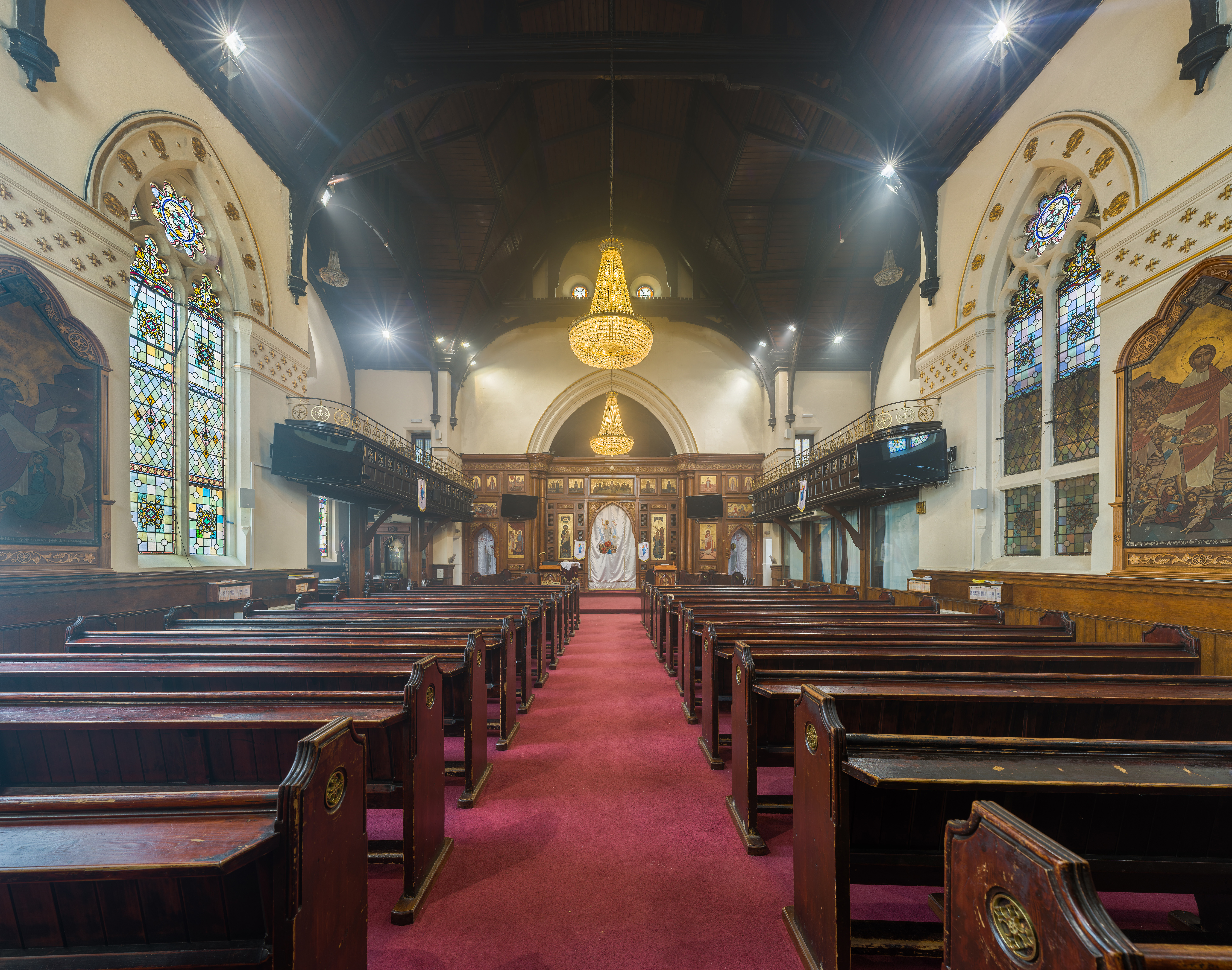
كنيسة مارمرقس القبطية الأرثوذكسية، لندن

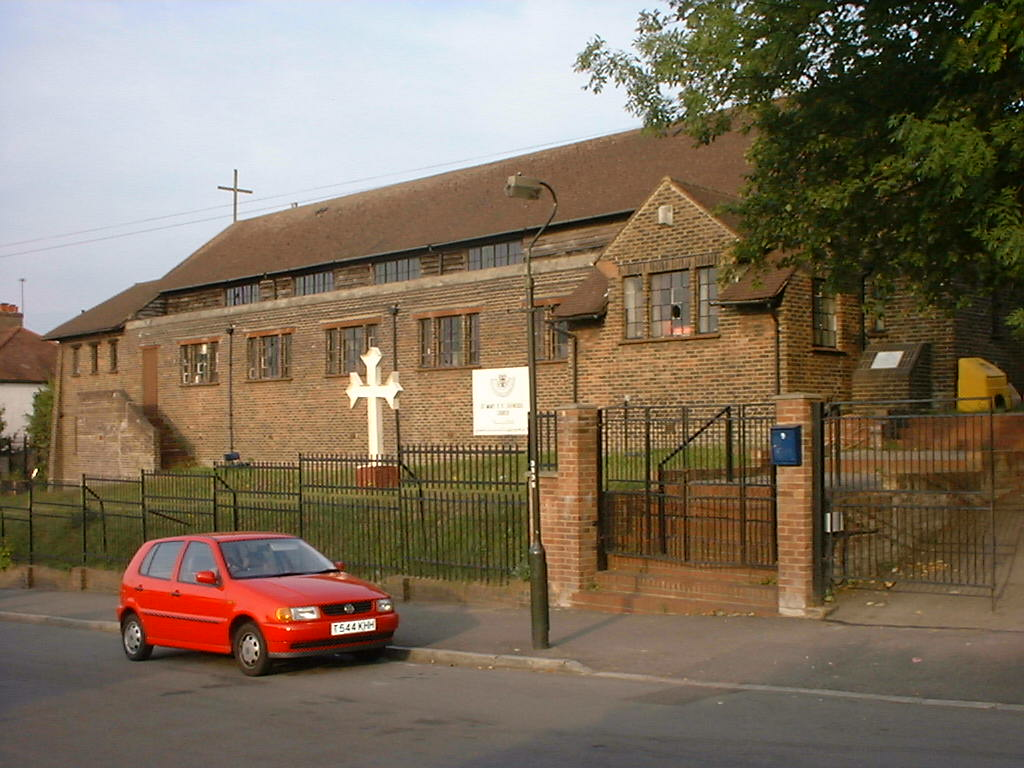
كنيسة القديسة مريم والقديس شنودة القبطية الأرثوذكسية، كولسدون، لندن

الأنبا أنجيلوس أسقف أبرشية لندن. تأسست الأبرشية في عام 2017 من قبل البابا تواضروس الثاني من الإسكندرية، ويقع مقرها حاليًا في كاتدرائية القديس مارجرجس القبطية الأرثوذكسية في ستيفنيج.

### الكنائس
قائمة كنائس أبرشية لندن
ستيفيناج
- كاتدرائية القديس جاورجيوس القبطية الأرثوذكسية في مركز رئيس الملائكة ميخائيل والقديس أنطونيوس (الأب شنودة ستيفنيج)

لندن
- كنيسة مارمرقس القبطية الأرثوذكسية، لندن (الأب أنطونيوس ثابت، الأب توماس غبريال)
- كنيسة القديسة مريم ورئيس الملائكة ميخائيل القبطية الأرثوذكسية، جولدن جرين (الأب لوكا كامل، الأب مينا برسوم)
- كنيسة القديسة مريم والقديس شنودة القبطية الأرثوذكسية، كولسدون (الأب إسحق حنين، الأب كيرلس أسد)
- كنيسة القديسة مريم والبابا كيرلس السادس، هونسلو، لندن (الأب مرقص فخري)
- كنيسة القديسة مريم ومارجرجس القبطية الأرثوذكسية، شرق لندن (الأب مايكل لامبروس)

ساوث ويلز
كنيسة القديسة مريم والقديس أبوسيفين، كارديف، ويلز. على الرغم من وجود الاقباط الأرثوذكس في ويلز منذ الستينيات، لم يكرس كنيسة في ويلز إلا في عام 1992 بيد البابا شنودة الثالث من الإسكندرية.

### مجتمعات
- كنيسة القديسة مريم ومارمينا، نيو مالدن

## ساسكس
تخضع هذه الكنائس حاليًا لإشراف المطران بولا، أسقف أبرشية طنطا.

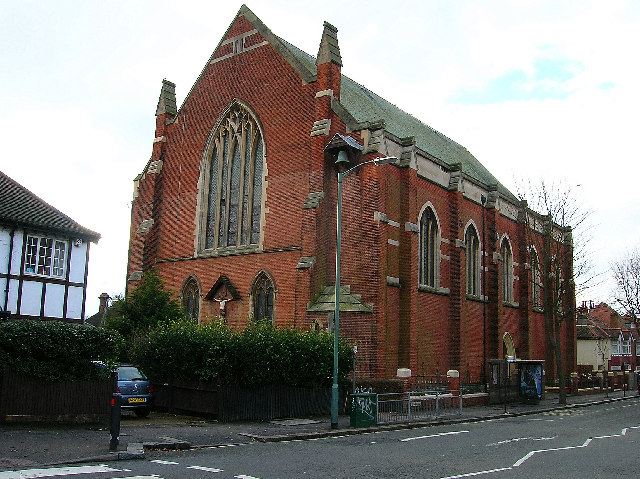
كنيسة القديسة مريم والقديس أبرام القبطية الأرثوذكسية، هوف

- كنيسة القديسة مريم والقديس أبرام القبطية الأرثوذكسية، هوف
- كنيسة القديسة دميانة والقديس البابا كيرلس السادس القبطية الأرثوذكسية ورذينج

## جنوب غرب ويلز
- كنيسة رئيس الملائكة ميخائيل ومارمينا القبطية الأرثوذكسية، سوانزي. تخضع هذه الكنيسة للإشراف البطريركي للبابا تواضروس الثاني.